# Loutrochóri
Loutrochóri är en ort i Grekland.   Den ligger i prefekturen Nomós Péllis och regionen Mellersta Makedonien, i den norra delen av landet, 300 km norr om huvudstaden Aten. Loutrochóri ligger 89 meter över havet och antalet invånare är 483.
Terrängen runt Loutrochóri är kuperad västerut, men österut är den platt. Terrängen runt Loutrochóri sluttar österut. Runt Loutrochóri är det ganska tätbefolkat, med 104 invånare per kvadratkilometer. Närmaste större samhälle är Náousa, 11,0 km söder om Loutrochóri. Omgivningarna runt Loutrochóri är en mosaik av jordbruksmark och naturlig växtlighet.